# Grand blizzard de 1888
 (mars 2011).
Si vous disposez d'ouvrages ou d'articles de référence ou si vous connaissez des sites web de qualité traitant du thème abordé ici, merci de compléter l'article en donnant les références utiles à sa vérifiabilité et en les liant à la section « Notes et références ».

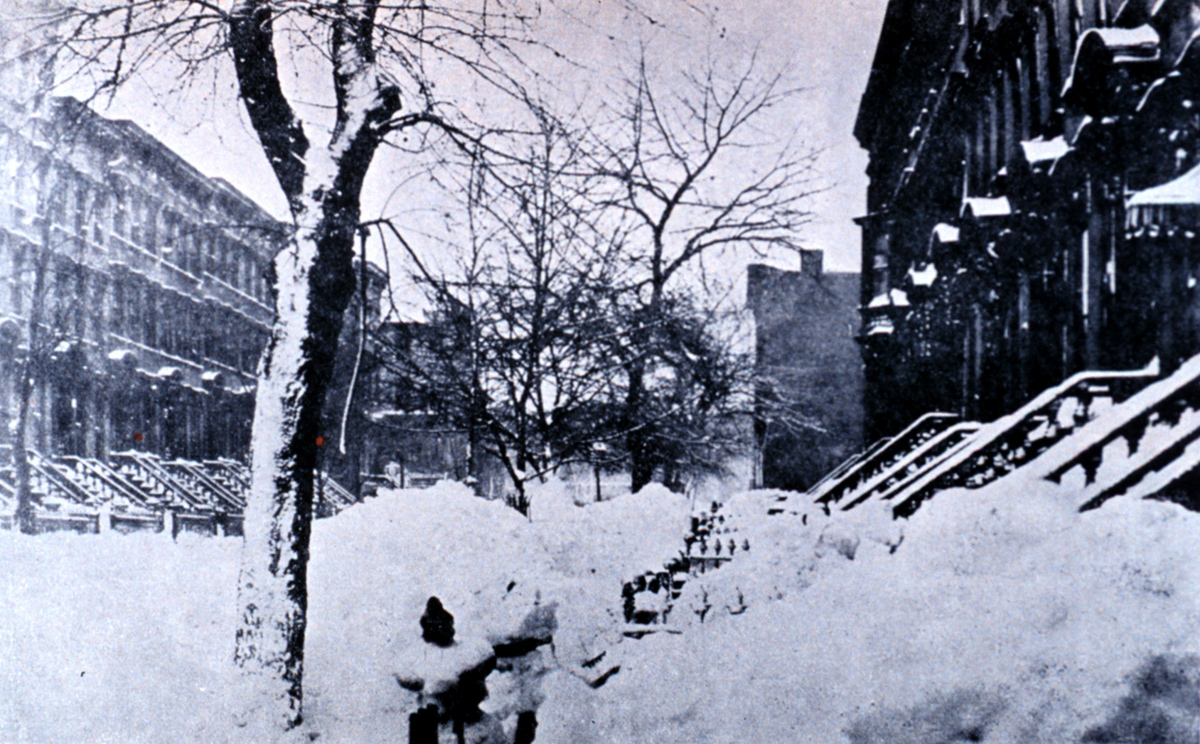
Brooklyn lors du grand blizzard 14 mars 1888.

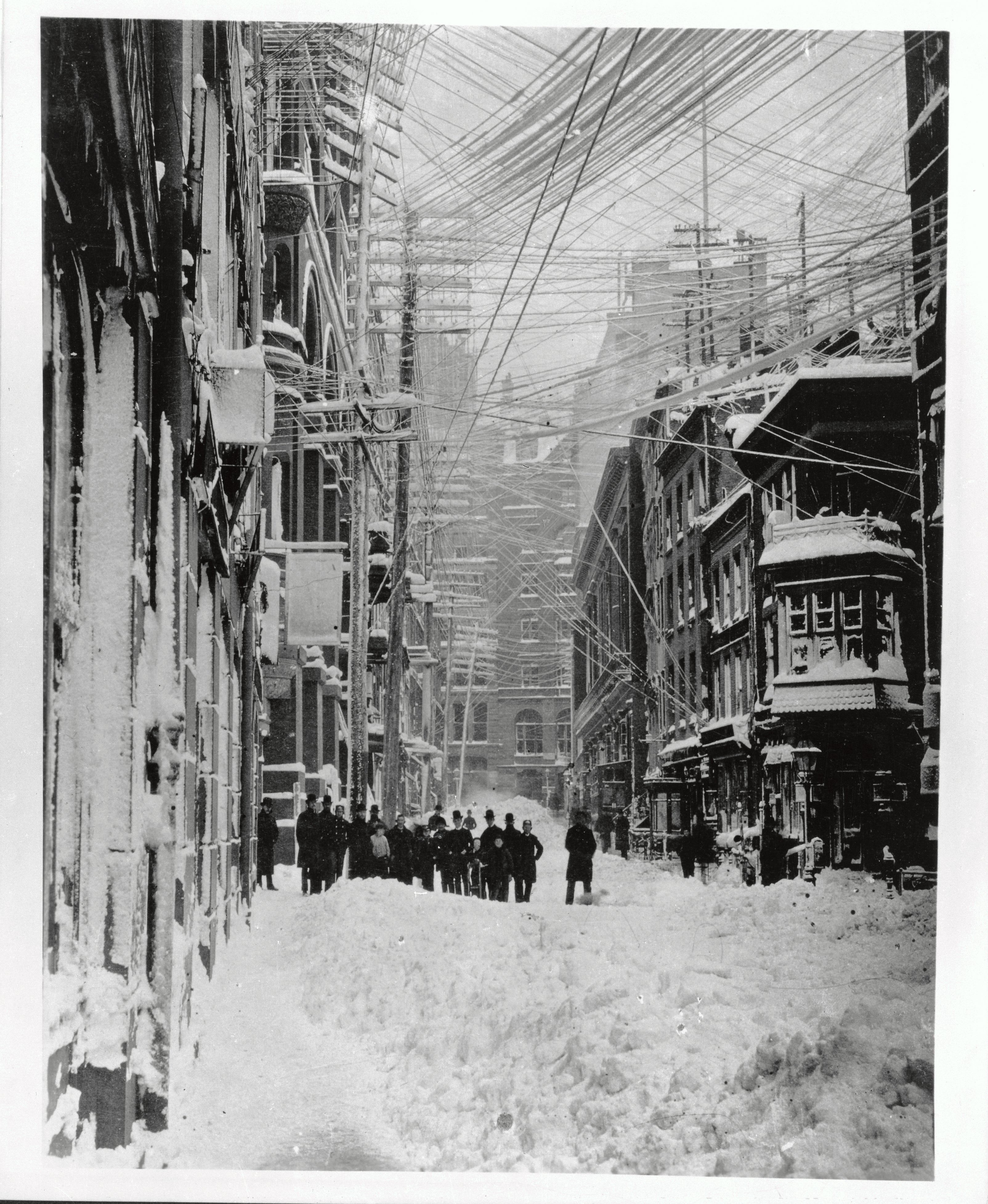
Vue de la ville de New York sous la neige.

Le grand blizzard de 1888, également appelé Grand ouragan blanc (Great White Hurricane), est un des plus importants blizzards jamais vécu aux États-Unis. Des chutes de neige de 1 mètre à 1,25 mètre, ainsi que des vents de plus de 75 kilomètres à l'heure, ont été enregistrés entre les 11 mars 1888 et 14 mars 1888.
Les zones les plus touchées ont été : le New Jersey, New York, le Massachusetts et le Connecticut.

## Conséquences sur la population
Les lignes de chemin de fer ont été coupées et les gens sont restés bloqués chez eux pendant une semaine.
Durant ces quelques jours, de nombreux décès ont été attribués à la chute de câbles électriques aériens.
La ville de New York a gardé le souvenir de C. W. Wicks, un livreur de lait de Brooklyn, qui, faisant sa tournée à 3 h du matin la première nuit du blizzard, vit un camion de 82 bidons de lait immobilisé dans un fossé : pour que le liquide ne se perde pas, il fit appel aux habitants du quartier qui portèrent les bidons jusqu'au dispensaire pour enfants du docteur Shena. Le laitier perdit une oreille gelée mais ne voulut accepter aucun paiement pour son acte.

## Galerie

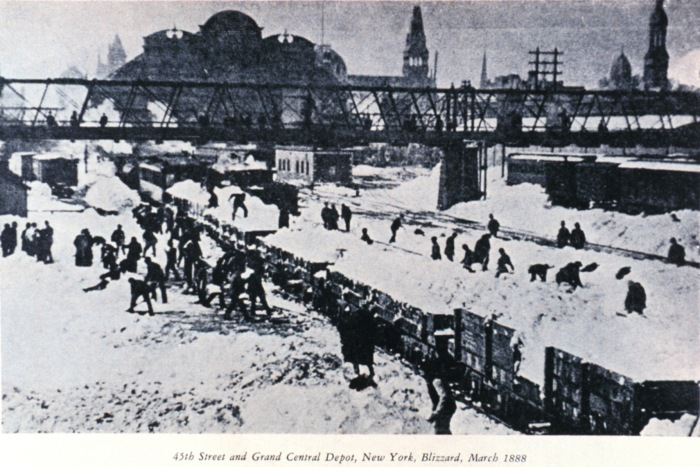
45e rue et Grand Central Terminal, Manhattan, 12 mars 1888.
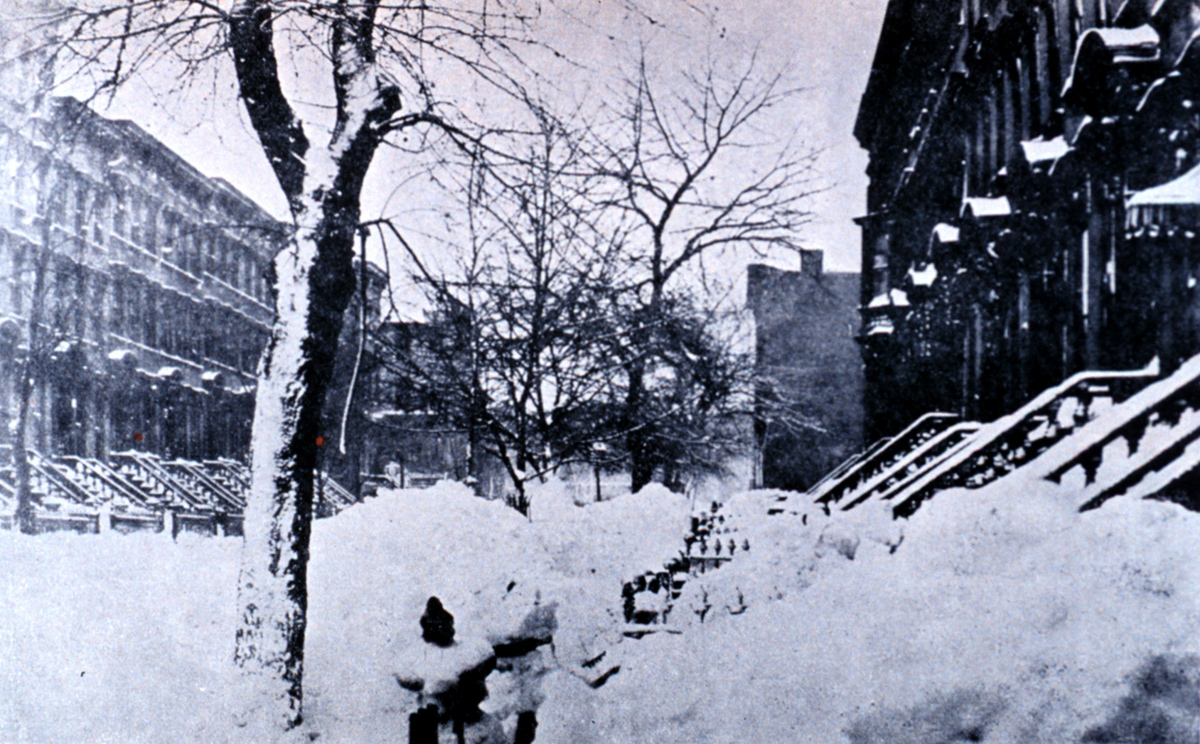
Park Place à Brooklyn, 14 mars 1888
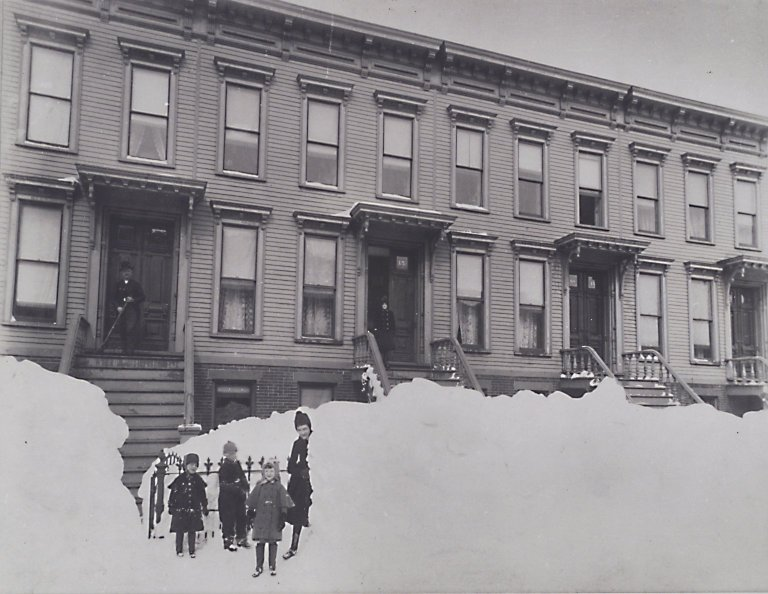
Des enfants de Brooklyn, après le blizzard.
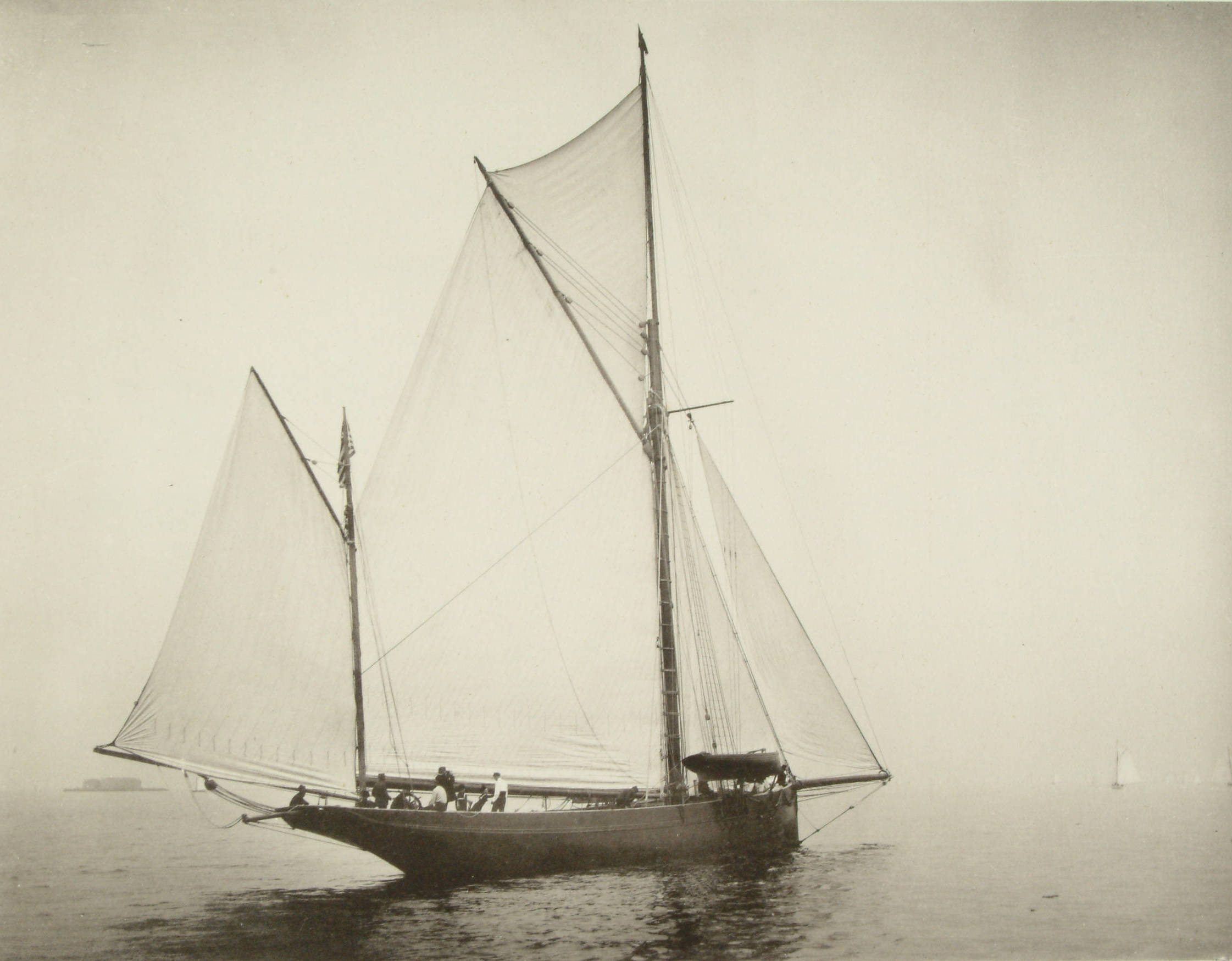
Le navire Cythera, perdu dans le blizzard.
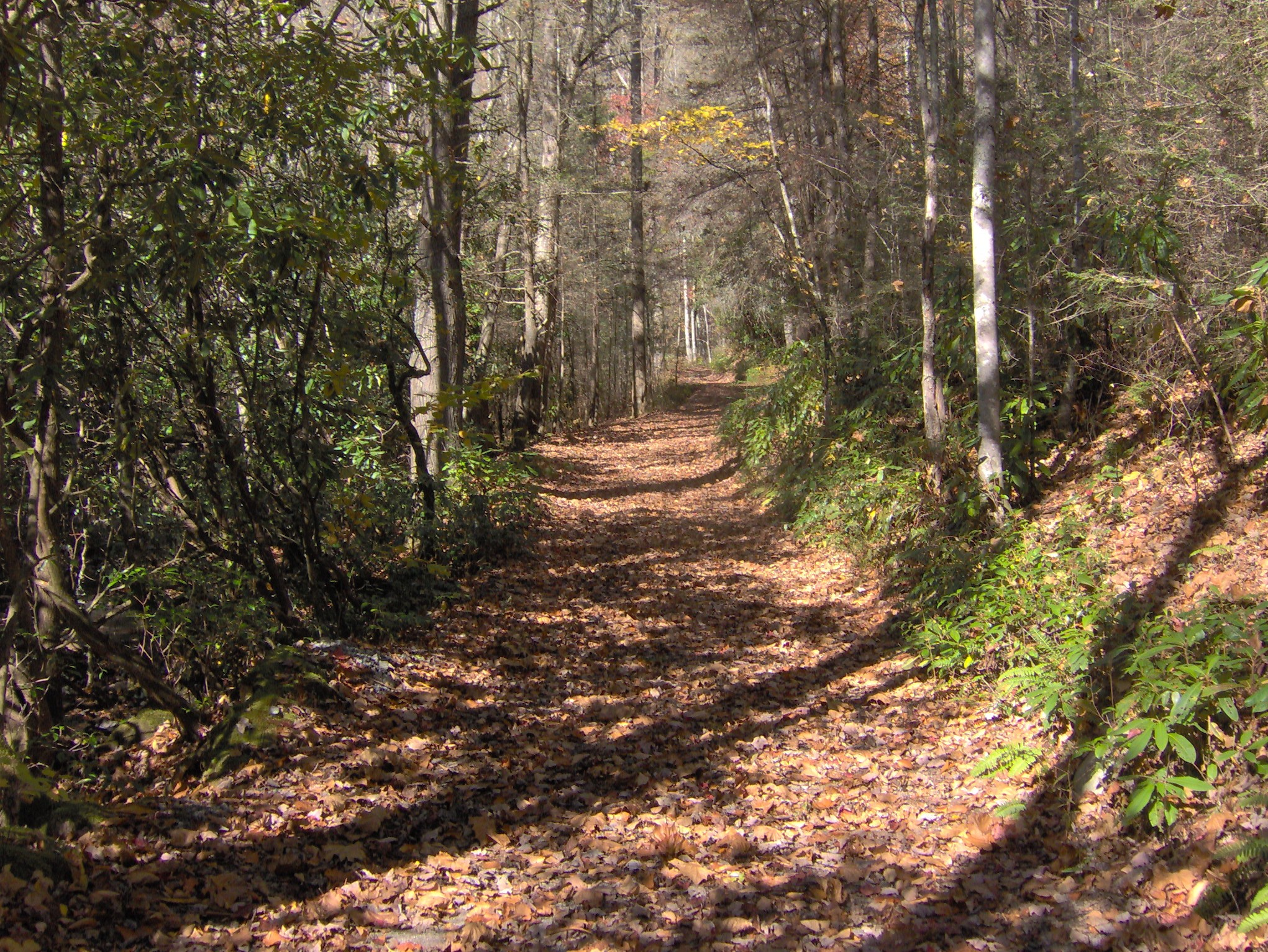
Bone Valley Trail où du bétail est mort gelé.
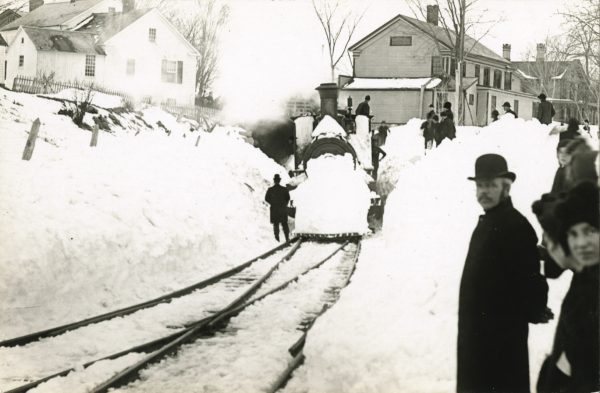
À Norfolk (Connecticut), photo de Marie Hartig Kendall.